# Leptopelis bocagii
Leptopelis bocagii är en groddjursart som först beskrevs av Günther 1865.  Leptopelis bocagii ingår i släktet Leptopelis och familjen Arthroleptidae. IUCN kategoriserar arten globalt som livskraftig. Inga underarter finns listade i Catalogue of Life.